# Pohlidium
Pohlidium és un gènere monotípic de plantes de la subfamília centotecòidia, família de les oàcies. La seva única espècie: Pohlidium petiolatum és originària de Panamà. Fou descrita per Davidse, Soderstrom i Ellis, i publicat a Systematic Botany 11(1): 131. 1986.
El nom del gènere va ser atorgat en honor de R.W.Pohl, agrostòleg nord-americà.